# Utena
Utena este un oraș în estul Lituaniei, reședința județului Utena.
Atestată încă din anul 1261, localitatea este cunoscută pentru fabrica locală de bere, Utenos alus.

## Personalități născute aici
- Bernard Lown (1921 - 2021), medic american.